# Ефект Флоренс Найтінгейл
Ефект Флоренс Найтінгейл (англ. Florence Nightingale effect) — психологічний ефект, що проявляється, коли лікар або медсестра, що доглядають за хворим, починають до нього відчувати романтичні почуття, що переростають у любов, або навіть сексуальне тяжіння. Ці почуття можуть іноді зникнути, якщо догляд за пацієнтом припиняється (або коли той одужує, або коли той вмирає).

## Походження
Ефект отримав ім'я сестри милосердя Флоренс Найтінгейл, основоположниці сучасної санітарії та сестринської справи. Вона дуже сильно дбала про своїх пацієнтів і ночами обходила їх палати, тримаючи в руці лампу. Пацієнти прозвали її «Дамою з лампою» і «Ангелом», оскільки страждання багатьох поранених полегшувалися при вигляді Найтінгейл, а смертність у лікарнях різко знизилася. Саме правила і методи допомоги пораненим, впроваджені Найтінгейл, стали основою сучасного догляду за хворими в медицині.
Існує безліч легенд і чуток, за якими Флоренс Найтінгейл була закохана в когось із власних підопічних. У реальності ж вона не виходила заміж, оскільки побоювалася, що сім'я може втрутитися в її кар'єру і залишити без роботи. У 1982 році актор Альберт Фінні в інтерв'ю назвав подібний ефект «синдромом»: раніше подібний синдром приписували лікарям, які отримували нематеріальну винагороду за свою роботу.

## Ефект або синдром?
Ситуацію з любовними почуттями між медсестрою і хворим правильно називати саме ефектом. Синдромом Флоренс Найтінгейл сучасна медицина називає синдром хронічної втоми: відомо, що сама Найтінгейл страждала від нього протягом всього життя. Ефект же не визнається медициною як якесь медичне захворювання, а більше вважається одним з елементів поп-культури або порушенням медичної етики і проявом непрофесіоналізму. Ще одна плутанина виникає, коли деякі вважають, що пацієнт сам закохується в лікаря-куратора (за версією Зигмунда Фрейда, це лише психологічне перенесення).

## У масовій культурі
- Синдром згадують побіжно Емметт Браун у фільмі «Назад в майбутнє» (1985), Джордж Костанзо в серіалі «Сайнфелд» (4-й сезон, 20- й епізод), Хлоя Салліван в серіалі «Таємниці Смолвіля» (7-й сезон, 7-а серія).
- У серіалі «Доктор Хаус» (5-й сезон, 21-а серія, 2008 рік) головний герой, Грегорі Хаус, саме так описує поведінку героїні Еллісон Кемерон: вона легко завойовує довіру пацієнтів і може отримати згоду на діагностичні процедури, а ось Хаус з його брутальністю цього не домагається так легко.
- У коміксах DC Comics про Бетмена схожий синдром відчуває суперзлодійка Харлі Квін до Джокера: Харлі раніше працювала медсестрою у психіатричній клініці.